# بتحمويا
بتحمويا (إله بتاح كان في برقو) كان مسؤولًا مصريًا قديمًا، عاش في عهد الملك رمسيس الثاني في الأسرة 19 حوالي 1250 قبل الميلاد.

## أصل الأسم
كان لبتحمويا عدة ألقاب تقدم أدلة على مناصبه بشكل رئيسي في الرامسيوم (المعبد الجنائزي لرمسيس الثاني)، ومن هذه الألقاب (كاتب الملك)، و(المشرف العظيم على الماشية في معبد أوسرماتري-سيتبينري في بيت آمون)، و(المشرف على خزانة معبد ملايين السنين لملك مصر العليا والسفلى أوسرماتري-سيتبينري في منزل آمون في ممفيس).
يُعرف بتحمويا من خلال عدد من الأشياء. في عام 1859 صوّر تيودول ديفريا المدخل المزخرف لمصلى قبره في سقارة. لا يُعرف المدخل المزخرف اليوم إلا من خلال صورة فوتوغرافية تم التقاطها في هذا الوقت، لكن أسماء وعناوين بتحمويا لا تزال قابلة للقراءة في الغالب. بعد ذلك، ضاع المدخل.
بتحمويا معروف أيضًا من بعض الأشياء الأخرى. يوجد هرم تم العثور عليه عام 1860 في سقارة وقد نقش عليه أسماؤه وألقابه ويظهر بتحمويا أمام آلهة مختلفة. تم العثور على تمثال بدون رأس في أبيدوس عام 1902. التمثال يظهر بتحمويا مع تمثال أصغر لأوزوريس أمامه. هو الآن في متحف اسكتلندا الوطني في ادنبره.

تشمل العناوين المدرجة على التمثال 
مشرفًا على الماشية، ومراقبًا على الماشية في معبد مستخدمماتر-سيتبينر في حوزة آمون، وكاتب الملك للقرابين المقدسة لجميع الآلهة.
أعيد اكتشاف مقبرة بتحمويا في سقارة عام 2021. "معبد مقبرة"، تعرض للنهب في الغالب في القرن التاسع عشر. كان يتألف من مدخل والعديد من الأفنية ومعبد في الطرف الغربي كان سيحتوي على آلهة يتوجها الهرم. تم العثور على لوحات ملونة لأشخاص مع القرابين وذبح العجل في الغرفة الأولى، في حين أن الثانية، التي تحتوي على أعمدة، يبدو أنها تحتوي على بئر دفن.